# Leucothoe pacifica
Leucothoe pacifica is een vlokreeftensoort uit de familie van de Leucothoidae. De wetenschappelijke naam van de soort is voor het eerst geldig gepubliceerd in 1963 door Nagata.